# Batthyány Géza
Németújvári gróf Batthyány Géza, (Polgárdi, 1838. június 1. – Budapest, 1900. január 2.) földbirtokos, a főrendiház örökös tagja volt.

## Élete
Győrött a pannonhalmi Szent Benedek-rend Győri Főgimnáziumában végzett, majd a pozsonyi Királyi Akadémián tanult. Viszonylag fiatalon futott be vármegyei karriert, később helyette inkább „társadalmi úton fejtett ki nagy tevékenységet és több nagyobb pénzintézet”, a Pesti Hazai Első Takarékpénztár, az Első Magyar Általános Biztosító Társaságnak és a Károlyi-féle hitelszövetkezetek központjának is igazgatósági tagja volt.
1861. május 15. – november 9. között Sopron vármegye másodalispánja, 1861. január 7. – szeptember 15. közötti időszakban pedig a Győr megyei törvényszék bírája volt. 
Az Ikervári uradalmában mintagazdaságot rendezett be. Az 1860. február 15-én megalakult Győrvidéki Gazdasági Egylet elnökének választotta, amit 1867-ig látott el. Számtalan terménykiállítást, tenyészállat-díjazásokat, gyapjúvásárt rendezett Győrött és az észak-dunántúli városokban. Vezetésével eredményesen szorgalmazták a mezőgazdasági-gépgyártást. 
Születési jogon, már 24 évesen helyet foglalt a főrendiházban, majd az 1885-ös reform után be is választották.
Elsősorban a Sopron megyei, rábaközi birtokai miatt érdekelt volt a Rába-szabályozásban. 1864-ben egy megyeközi Rába-bizottság elnöke lett, 1870-ben pedig a Csornai járás Rába-bizottságába delegálta elnöknek Sopron vármegye, de erről egy év múltán le is mondott, mert Fejér megyei birtokán, Polgárdiban élt, de továbbra is aktív maradt a Rábaközben is. Alapító elnöke volt az első három hónapban, 1873–1874-ben a Rábaszabályozó Társulatnak (lemondásának oka nem ismert), majd ebben 1876–1877-ben is ellátta az elnöki tisztet, de ismét lemondott, mert az ügyvezetésben nézeteltérése volt Krisztinkovich Ede igazgatóval, amit politikai egyet nem értés is kiélezhetett. Már a társulat előkészítésében is fontos szerepet vállalt, mint Sopron vármegye vízkárokkal leginkább érintett vidékén lévő birtokos. A választmánynak 1879-ig tagja maradt. 1880-ben a kormány kormánybiztossá nevezte ki a társulathoz.
1883-ban eladta Egyed községében fekvő háromezer holdas birtokát, majd a következő évben a Teréz körúton nagy építkezésekbe kezdett.
1884-től az Országos Magyar Gazdasági Egyesület, 1889-től a Nemzeti Kaszinó választmányi tagja volt. Az 1884 nyarán alakult Herendi Porcelángyár-részvénytársulat igazgatóságába is beválasztották. 1888 áprilisában a Tisza Kálmánné kezdeményezésére az árvízkárosultak segélyezésére alapított „Jó szív“ egyesület vidéki albizottságának elnökévé választották (Széchenyi Pálnéés Kemény Kálmánné mellett), 1889-ben pedig a Magyar Gazdasszonyok Országos Egyletének tiszteletbeli tagjának.
1891 januárjában Beniczky Gáborral és Andrássy Gézával megalapítottak Magyar Tattersall Egyletet, ami célja a magyar kocsiló tenyésztés és értékesítés előmozdítása luxus-lókiállítások és árverések, versenyhajtások (4-es és 2-es fogatokkal), fogat-kiállítások és korzók rendezése volt. 1893 elején vezetésével egy konzorcium alakult, amiben báró Üchtritz Zsigmonddal, Hajós József, Beniczky Gábor és Rhée nagybirtokosokkal Vaszary Kolostól bérbe vették volna a több megyében szétszórva fekvő prímási birtokokat, azonban az 1894-ben kialakult politikai és közéleti környezet végül ezt megakadályozta.
1894 tavaszán – amikor Kossuth Lajos még betegágyán a halállal vívódott – alakult meg a Kossuth Lajos emlékének megörökítésére alakult bizottság, ami elnöke lett (társelnöke Tolnay Lajos volt).
1895-ben a Magyar kereskedelmi részvénytársaság alelnökévé választották.
1896-ban kezdeményezésére a millennium alkalmából fia, Lajos ikervári birtokán, Vas megye intéző köreinek buzgólkodásával egy mintaintézmény épült ki, ami Magyarország első több települést ellátó vízierőműve volt. A Rába folyó két kanyarulatát kötötték össze, amire duzzasztó gátat építettek ki. A Vasmegyei Elektromos Művek Rt. 1895-ben alakult, 1 millió Ft alaptőkével. Az ikervári vízerőmű Thury-féle nagyfeszültségű, egyenáramú villamos rendszere a századforduló utáni évtizedben elavulttá vált, de – később múzeummá alakult és – még a 2000-es években is működik.
Alapító tagja volt a Magyar Heraldikai és Genealógiai Társaságnak, és támogatta ennek folyóirata, a Turul megjelenését. Több értékes műtárgyat adományozott a Magyar Nemzeti Múzeumnak.
1900. január 2-ikán, 62 éves korában hunyt el, hirtelen szívszélhüdésben. Holttestét Teréz körúti palotában szentelték be. Polgárdiban helyezték örök nyugalomra a családi sírboltban. 2013-ban több családtaggal együtt újratemették, és a Mindenszentek temetőkápolnában kialakított sírfülkében helyezték el földi maradványokat.

## Családja
Gróf Batthyány László (1815−1881) és gr. Festetics Celestine (1814–1896) első szülött fia volt. A Batthyány család pinkafői, „Imre ágához” tartozott.
1859. szeptember 4-én vette feleségül Batthyány Lajos gróf és Zichy Antónia grófnő elsőszülött leányát, Batthyány Emanuellát (1837-1922).

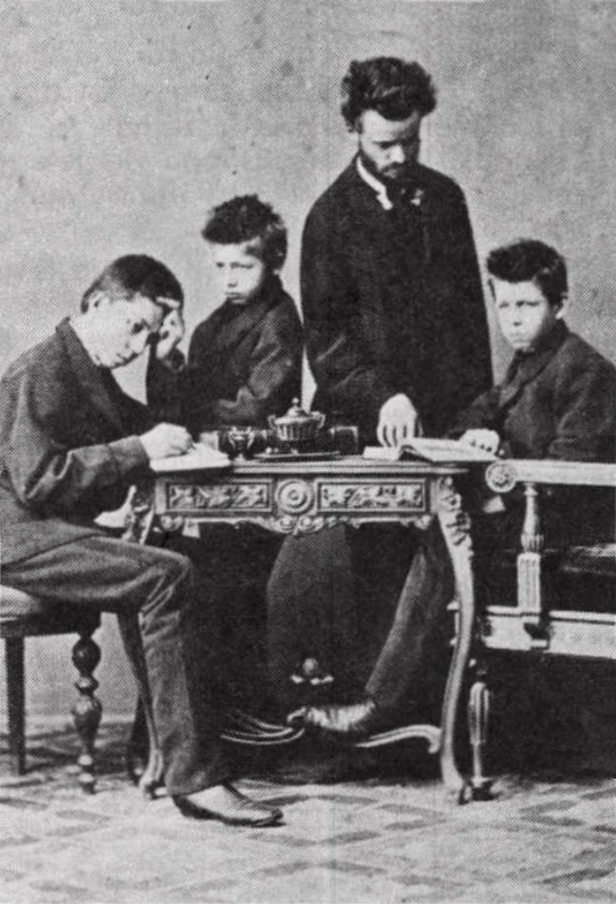
Farkas Gyula a gyermekeit tanítja az 1870-es évek második felében

- Lajos (Egyed 1860. júl. 27. – Polgárdi 1951. december 27.), Győr megye és város főispánja, a főrendiház tagja, előbb cs. és kir. követségi attaché; neje gr. Andrássy Ilona.
- Géza (Egyed 1861. okt. 23. – Polgárdi 1891. nov. 14.[24]), Párizsban tanult természettudományokat s műtörténetet,[25] a Képzőművészeti Társaság választmányának tagja
- Béla (Budapest 1863. jan. 1. – Bécs 1949. jenuár 17.[26]) cs. és kir. követségi attaché; neje Jeanne Seilliere.[27]

Gyermekeik nevelését 1874-1880 között Farkas Gyula végezte.